# Kenny B
Kenny B, artiestennaam van Kenneth Bron (Paramaribo, 1 november 1961), is een Surinaams-Nederlandse zanger, oud-militair en vredesonderhandelaar.
In de jaren tachtig diende hij in het Nationale Leger van Suriname, waaronder als politiek commissaris. Tussen 1989 en 1991 voerde hij vredesbesprekingen tussen de strijdende partijen in de Binnenlandse Oorlog.
Sinds 1991 woont hij in Nederland en is hij zanger in de stijlen reggae en dancehall. Hij zong aanvankelijk in het Sranantongo en Engels en had met A sama de een nummer 1-hit in Suriname. Na zijn overstap naar Nederlandstalige reggae behaalde hij met zijn single Parijs een nummer 1-hit in Nederland.

## Biografie

### Jeugd
Bron begon als 8-jarige met zingen. Vanwege het werk van zijn vader bij Suralco woonde het gezin in Paramaribo. Als de weinige Marrons in de stad werden hij en zijn broers en zussen tijdens hun jeugd veel geplaagd. Na de scheiding van zijn ouders op zijn elfde werd zijn situatie er niet beter op, toen hij zijn ongemakkelijke jeugd vervolgde in een internaat. Hierna ging hij samenwonen met twee neven en werd hij leadzanger van zijn eigen band Fransisco.

### Militaire dienst en onderhandelaar
In 1980 trad hij toe tot het Nationale Leger, wat voor hem een positieve wending betekende omdat er niet meer gekeken werd naar kleur of ras, maar naar de rang op het uniform. Ook hield hij zich hier bezig met muziek, door zijn aansluiting bij Mofo (Mond), een culturele spreekbuis van het ministerie van Leger en Politie om de revolutie van het toenmalige bewind te ondersteunen.
Zijn rol als infanteriesoldaat bekwam hem slecht en hij werd door de militaire oefeningen langere tijd ziek. Door zijn ontmoeting in het hospitaal met Chas Mijnals kreeg Bron de kans om onder diens leiding politiek te studeren. Hierna werd hij een van de politieke commissarissen die de socialistische boodschappen van de politiek overbrachten aan de manschappen.
In 1986 verliet hij de dienst en werkte hij de eerste tijd als onderdirecteur voor zijn vader, die ondertussen een houtbedrijf was gestart. Door de uitbraak van de Binnenlandse Oorlog moesten ze de machines achterlaten en het personeel evacueren. Omdat hij het oneens was met de omstandigheden in zijn land en de strijd die daarover werd gevoerd, sloot hij zich rond 1989 aan bij het Junglecommando van Ronnie Brunswijk.
Toen Brunswijk en Bouterse overeenkwamen vredesonderhandelingen op te starten, werd Bron aangewezen als onderhandelaar. Om de broederstrijd te beëindigen, onderhandelde hij ook met andere milities en met verschillende politici zoals de presidenten Kraag en Venetiaan. Toen de partijen in 1991 de vijandigheden zo goed als gestaakt hadden, vertrok hij naar Nederland waardoor hij er niet meer bij was toen de vrede in 1992 werd getekend.

### Hervatting zangcarrière
In het eerste jaar was hij nog woordvoerder voor Brunswijk. Sindsdien is hij in Nederland niet meer actief geweest in de politiek, op sociaal-maatschappelijke thema's in zijn reggae- en dancehallmuziek na. Hij werd muzikaal vooral beïnvloed door Bob Marley. Verder is hij een liefhebber van moderne R&B en jazzmuziek, en is de zanger Paskal Jakobsen van BLØF volgens hem bijna niet te evenaren.
Als Kenny B zong hij tot 2014 in het Engels, Sranantongo en Aukaans. Hij had verschillende hits in Surinaamse hitlijsten en stond met A sama de drie weken op nummer 1. In Nederland trad hij tot 2014 regelmatig op met de reggaeformatie United Sounds.
Begin 2015 bracht hij zijn eerste Nederlandstalige single uit, Als je gaat, die op 30 januari door NPO Radio 2 werd uitgeroepen tot Top Song. Zijn single Parijs bereikte in april 2015 de nummer 1-positie in de Nederlandse hitlijsten. Het lied met als bekendste tekstregel "Praat Nederlands met me" werd vele miljoenen malen gedraaid via Spotify en behaalde meervoudig platina. Op YouTube verscheen een hele serie van parodieën op dit nummer, met als eerste Praat Amsterdams met me. Na de parodie Praat Amsterdams met me volgde een hele serie van parodieën op dit nummer, zoals Proat Drèents mit mie of Praat Rotterdams met me. Als je gaat en Parijs staan op het album Kenny B dat op 15 mei 2015 uitkwam, evenals het nummer Jij bent de liefde dat Kenny B met Guus Meeuwis schreef.
In 2016 deed Kenny B. de stem van Tamatoa in de film Vaiana en stond hij centraal in een aflevering van de VPRO-documentaireserie 3Doc.
Kenny B treedt op in Nederland en erbuiten, zoals in België, Duitsland, Finland, Hongarije, Griekenland en Suriname, stond in het voorprogramma van Third World en staat maandelijks in de Paradox in Tilburg.
Daarnaast zet hij zich in voor andere artiesten en voor auteursrechten van Surinaamse musici. Hierover voerde hij onder meer in 2006 besprekingen met Stanley Sidoel, de directeur van het directoraat cultuur op het Surinaams ministerie van Onderwijs en Volksontwikkeling (Minov). In 2017 schreef hij samen met rapper Glen Faria de muziek voor de bioscoopfilm Sing Song, hierin vertolkte hij tevens een rol als zichzelf in. Datzelfde jaar deed hij tevens mee aan het televisieprogramma Beste Zangers.
In 2018 won hij samen met Katinka Polderman de Willem Wilminkprijs voor het schrijven van Kilo, pond en ons.
Tot en met februari 2019 behaalde Kenny B bij Radio 10 in Suriname elf nummer 1-hits. In de vijf jaar erna liep de teller op naar vijftien nummer 1-hits.
In 2020 sprak hij de stem van Joe Gardner in voor de film Soul.

## Discografie (selectie)

### Albums
- Bosie mie (2009)
- The generals - Lespeki no de moro
- The Best of 2011
- Kenny B (2015)
- Hoe dan ook (2019)

#### Hitnoteringen
| Album   | Verschijnen | Label    | Hitlijsten | Hitlijsten | Hitlijsten | Hitlijsten | Opmerkingen       |
| Album   | Verschijnen | Label    | BE (VL)    | BE (VL)    | NL         | NL         | Opmerkingen       |
| Album   | Verschijnen | Label    | Piek       | Weken      | Piek       | Weken      | Opmerkingen       |
| ------- | ----------- | -------- | ---------- | ---------- | ---------- | ---------- | ----------------- |
| Kenny B | 15 mei 2015 | TopNotch | 115        | 8          | 1 (1 wk)   | 25         | Goud in Nederland |

### Singles

#### Nummers met noteringen in een hitlijst
| Lied                                | Verschijnen      | Album       | Hitlijsten | Hitlijsten | Hitlijsten  | Hitlijsten  | Hitlijsten   | Hitlijsten   | Opmerkingen                                  |
| Lied                                | Verschijnen      | Album       | BE (VL)    | BE (VL)    | NL (Top 40) | NL (Top 40) | NL (Top 100) | NL (Top 100) | Opmerkingen                                  |
| Lied                                | Verschijnen      | Album       | Piek       | Weken      | Piek        | Weken       | Piek         | Weken        | Opmerkingen                                  |
| ----------------------------------- | ---------------- | ----------- | ---------- | ---------- | ----------- | ----------- | ------------ | ------------ | -------------------------------------------- |
| Parijs                              | 20 maart 2015    | Kenny B     | 15         | 19         | 1 (7 wkn)   | 23          | 1 (9 wkn)    | 38           | Alarmschijf / Zevenmaal platina in Nederland |
| #NoSpang                            | 14 augustus 2015 | —           | —          | —          | tip11       | —           | —            | —            |                                              |
| Vrienden                            | 21 oktober 2015  | Kenny B     | tip26      | —          | —           | —           | —            | —            |                                              |
| 5446 is mijn nummer (met Doe Maar)  | 18 april 2016    | —           | tip24      | —          | —           | —           | —            | —            | NPO Radio 2 TopSong                          |
| Let's go (met Ali B en Brace)       | 22 juli 2016     | —           | —          | —          | 16          | 13          | 15           | 23           | Dubbelplatina in Nederland                   |
| Ik ben hier (met Perle Lama)        | 4 januari 2019   | Hoe dan ook | tip        | —          | —           | —           | —            | —            |                                              |
| Goed voor mij (met Edsilia Rombley) | 26 juni 2020     | —           | tip        | —          | —           | —           | —            | —            |                                              |

#### Overige singles en/of videoclips
- On my Own with Beef (2008)
- A sama de (2009)
- Mi engel (2009, met Baas Cru, Djorry en Otje)
- Yu Faya (2010, met Benaissa)
- Wai Gwe (2011, met Benaissa)
- Nache Nache (2011)
- Nex ne tai (2011, met Tekisha Abel)
- I try (2012, met Benaissa)
- So ie beng taigi mie (2012)
- Werner Duttenhofer tribute (2013, met Asgar Koster en Enver Panka)
- Tjaipi Lobi (2013, met Tekisha Abel)
- Paramaribo (2014, met Jeffrey Spalburg)
- Als je gaat (2015, NPO Radio 2 TopSong)
- Mensen redden (2016, met Ali B en Lijpe)

### NPO Radio 2 Top 2000
| Nummer met noteringen in de NPO Radio 2 Top 2000 | '15 | '16  | '17  | '18  |
| ------------------------------------------------ | --- | ---- | ---- | ---- |
| Parijs                                           | 733 | 1199 | 1627 | 1705 |

1. ↑  Een vetgedrukt getal geeft de hoogste notering aan.
2. ↑  2015 was het eerste jaar met een notering voor dit nummer.
3. ↑  Deze tabel is bijgewerkt tot en met de laatste editie (2024).

## Filmografie
Films
| Jaar | Titel     | Rol                |
| ---- | --------- | ------------------ |
| 2016 | Vaiana    | Tamatoa (stem)     |
| 2017 | Sing Song | Kenny B            |
| 2020 | Soul      | Joe Gardner (stem) |
| 2024 | Vaiana 2  | Tamatoa (stem)     |